# František Hejzlar
František Hejzlar (23. května 1843 Běloves u Náchoda – 18. listopadu 1899 Praha-Nové Město) byl český středoškolský profesor matematiky, fyziky a chemie. Vyučoval na gymnáziích v Litomyšli, Třebíči a Hradci Králové, později působil jako školní inspektor. Popularizoval přírodní vědy pořádáním přednášek. Modernizoval výuku chemie důrazem na pokusy a pozorování. Byl vzpomínán jako výborný pedagog.

## Život
Narodil se 23. května 1843 v Bělovsi (nyní část Náchoda) č. 76 jako syn rolníka. Vystudoval nižší gymnázium v Broumově a vyšší v Hradci Králové. Jako student podnikl o prázdninách cestu přes Prešpurk a Bělehrad až do rumunského Galați, přičemž se živil prací a doučováním. Maturoval roku 1863, pak studoval matematiku na pražské filosofické fakultě. Na přelomu let 1865–66 vykládal v pražském Spolku pro volné přednášky z mathematiky a fyziky o kvadratuře a rektifikaci. Roku 1871 získal dodatečně doktorský titul.
Pracoval nejprve jako vychovatel u hraběte Morice Rummerskircha ve Větrném Jeníkově. V roce 1867 byl společně s historikem A. Sedláčkem přijat jako suplent na gymnáziu v Litomyšli, odkud se roku 1870 přesunul do Třebíče. V říjnu 1871 byl ze suplenta povýšen na skutečného učitele. V Třebíči byl chválen jako vzdělaný člověk a osvědčený národovec, který podporoval místní kulturní život poutavými přednáškami. Přednášel například o teple (1872), o „základních pravdách elektřiny, vzniklé třením a dotýkáním“ (1873), o elektřině a magnetismu (1874), ale i o Josefu Jungmannovi (1873). Třebíčský učitelský spolek ho jmenoval čestným členem. V roce 1872 se také připojil k petici za práva českého jazyka na pražské univerzitě. Účastnil se i činnosti Jednoty českých matematiků (1870 přispívající člen, 1871 dopisující člen a 1873 znovu dopisující člen).
Roku 1875 byl přeložen na gymnázium v Hradci Králové. Tam byl pověstný jako výborný pedagog, který žil svým zaměstnáním. Na hodiny byl vždy pečlivě připraven, vykládal zpaměti a poutavě. Razil zásadu, že v jeho předmětech musí učivo zvládnout každý. Podle vzpomínek pamětníků u něj studenti činili největší pokroky v nejtěžších předmětech, jakými byla matematika a fyzika. Do výuky fyziky a chemie zavedl provádění pokusů. Snažil se být dokonalý v každém ohledu, vždy byl také dobře oblečen podle panující módy. Organizoval studentské plesy a výlety. Díky pedagogickým schopnostem i osobním vlastnostem byl oblíbený mezi studenty a absolventi na něj rádi vzpomínali.
Z jeho hradeckého působení se tradovala historka, kdy mu do třídy nečekaně vstoupil školní inspektor Václav Jandečka, právě když s jedním ze slabších žáků procvičoval u tabule maturitní úlohu z matematiky. Zatímco se Hejzlar vítal u dveří s inspektorem, dal jeden ze studentů (Ladislav Klumpar, syn ředitele a pozdější advokát) nenápadné gesto, zkoušený student se tiše vrátil do lavice, k tabuli vklouzl nejlepší matematik ve třídě a inspektor pak mohl spokojeně pozorovat výsledky Hejzlarovy výuky. Prvnímu ze studentů to ale zadarmo neprošlo, příští hodinu musel stejně celý příklad spočítat.
Nadále přednášel, například v hradecké Besedě (1879) a dokonce na pražském sjezdu lékařů a přírodovědců (1882, didaktické poznámky k fyzice a astronomii).
Roku 1883 byl jmenován okresním školním dozorcem (inspektorem) v Kolíně a o tři roky později zemským školním inspektorem (radou). Nedlouho poté byl kolínským učitelským spolkem „Komenský“ zvolen čestným členem. V nové funkci mimo jiné přivítal ministra školství Paula Gautsche na pražském učitelském ústavu (1886), podílel se na úpravách vzorů písma vyvolaných zdravotními ohledy (1891), předsedal maturitám (např. 1890 v Kutné Hoře a 1891 v Soběslavi) a především se prosazoval reformu měšťanských škol.
V létě 1899 odešel ze zdravotních důvodů do výslužby a 18. listopadu 1899 zemřel v pražském sanatoriu dr. Josefa Skrbka (čp. 521-II, tj. Kateřinská 521/19, Praha 2) na rakovinu močového měchýře. Pohřben byl na Olšanských hřbitovech.

## Dílo
Byl autorem studií a učebnic:
- O křivce zápalové (1874)
- O prvních deskách logarithmických (1874)
- Chemie zkušebná pro čtvrtou školu gymnasií a realných gymnasií (1880, spoluautor: Mikuláš Hofmann). Byla to první česká učebnice chemie, v níž se vyučovalo na základě pokusů, pozorování a zkušeností.[3] Vyšla také v němčině jako Chemie für die 4. Classe der Gymnasien und Realgymnasien (1881)
- Fysika pro ústavy učitelské (1896, rovněž s M. Hofmannem)

## Rodina
- 12. ledna 1868 se v Hradci Králové oženil s 21letou Marií Peřinovou[33] (1847–1907),[34][35] dcerou tamního tehdy již zemřelého mydláře,[33] s níž se seznámil za studií.[19] Prožili spolu šťastné manželství.[19] Měli dvě dcery:[35]
  - Milena (1874–1913) se provdala za univerzitního profesora Jana Jesenského[36] (1870–1947). Jejich dcera Milena Jesenská[36] (1896–1944) se proslavila jako novinářka a spisovatelka.
  - Marie (1876–??) pravděpodobně pracovala jako učitelka v Praze.[37]